# Patrick Killeen
Patrick Killeen (Almonte, 15 aprile 1990) è un ex hockeista su ghiaccio canadese, di ruolo portiere.

## Palmarès

### Club
- Campionato italiano: 2

Renon: 2016-2017, 2017-2018
- Alps Hockey League: 1

Renon: 2016-2017